# Euxoa dubia
Euxoa dubia là một loài bướm đêm trong họ Noctuidae.